# Bahía Cook

Bahía Cook

Bahía Cook es un extenso brazo de mar ubicado en el archipiélago de Tierra del Fuego, que se interna hacia el NE entre la isla Londonderry por el oeste, y las islas Hoste, Whittlebury y Hamond, por el este. La entrada oceánica de la bahía se encuentra entre el grupo Sandwich, señalizado por un faro y el cabo Carford, extremo occidental de la isla Hammond.
Administrativamente pertenece a la Región de Magallanes y Antártica Chilena, Provincia de la  Antártica Chilena, comuna Cabo de Hornos.
El canal queda dentro del Parque Nacional Alberto de Agostini
Desde hace aproximadamente 6000 años hasta mitad del siglo XX sus costas fueron habitadas por los pueblos kawésqar y yámana. A comienzos del siglo XXI estos pueblos habían sido prácticamente extinguidos por la acción del hombre blanco.

## Ubicación
Pertenece al archipiélago de Tierra del Fuego. Está situada entre la isla Londonderry por el occidente y las islas Hoste, Whittlebury y Hamond por el oriente. Es limpia y profunda.
La entrada sur de la bahía está entre el grupo Sandwich y el cabo Carfort, extremidad oeste de la isla Hamond. La bahía tiene 12 millas de largo en dirección NE y una boca de aproximadamente 8 millas. En su lado NE desemboca el brazo Sudoeste del canal Beagle. En su lado NE desemboca el canal Barros Merino y por el lado NW el canal Thomson, ambos lo comunican con el seno Darwin.

## Historia
Desde hace unos 6000 años sus aguas eran recorridas por los pueblo kawésqar y yámanas, nómades canoeros, recolectores marinos. Esto duró hasta mediados del siglo XX en que prácticamente ya habían sido extinguidos por la acción del hombre blanco.
El 17 de diciembre de 1774 el comandante James Cook con el HMS Resolution, en su segundo viaje, recaló en la entrada de la bahía, la que posteriormente fue llamada así en su memoria y reconocimiento.
A fines del siglo XVIII, a partir del año 1788 comenzaron a llegar a la zona los balleneros, los loberos y cazadores de focas ingleses y estadounidenses y finalmente los chilotes.
Durante los meses de febrero y marzo de 1830 el comandante Robert Fitzroy con el HMS Beagle estuvo fondeado en caleta Doris y en puerto March rebuscando una embarcación que le fue robada por los indígenas, tiempo que aprovechó para trabajar en el levantamiento de la zona.
Durante el año 1903 la cañonera Magallanes de la Armada de Chile bajo el mando del comandante Baldomero Pacheco efectuó trabajos de levantamiento hidrográfico en el sector del grupo de los Timbales.
Desde julio de 2011 la Armada de Chile abrió la ruta comercial a la Antártica desde y hacia el continente a través del canal Thomson, para ello habilitó una estación de transferencia de prácticos en la Alcaldía de Mar Timbales e instaló un faro en uno de los islotes del grupo Sandwich en el extremo SE de la isla Londonderry.

## Islas

### Isla Thomson
Situada entre el lado SE de la isla Darwin y el costado occidental de la isla Gordon, Tiene 9 millas de largo en su eje NE-SW y 3½ millas en su eje a 90°. En su centro se alza el pico Robinson.
Frente a su costa occidental, separadas por el canal Thomson, se encuentran las islas Cook y Kelvin. Por su costado sur el canal Tres Amigos la separa de las islas Dos Cumbres de 300 metros de altura, Promontorio de 400 metros y Redonda. Por su costado norte corre un canal inexplorado que la separa de la isla Darwin y por el costado este corre la parte norte del canal Barros Merino que la separa de la isla Gordon.

### Isla Kelvin
Emplazada al sur de la isla Cook y separada por su costado oriental de la isla Thomson por el canal del mismo nombre y que en ese sector tiene unas 2 millas de ancho. La isla es de porte pequeño.

### Isla Cook
Localizada al occidente de la isla Thomson de la que la separa el canal Thomson, tiene por su costado oeste la costa oriental de la isla Londonderry y por su costado sur a corta distancia la isla Kelvin. Tiene 8 nmi en dirección general NE-SW por 4 nmi de mayor ancho.

### Isla Delta
Ubicada a ¼ de milla al oeste del lado occidental de la isla Gordon y ¼ de milla del lado este de la isla Olga separadas por el paso Occidental. Es de forma triangular con su vértice agudo apuntando hacia el norte. Tiene 4 millas en su eje N-S y 2 millas en su eje E-W. En su parte SW se eleva el pico Daroch de 500 metros de altura. 
Por su costado oriente corre parte del canal Barros Merino que la separa de la isla Gordon. Por su costado sur se encuentra la entrada occidental del brazo del Sudoeste y por su costado oeste corre el ya mencionado paso Occidental.

### Isla Olga
Situada a ¼ de milla del lado oeste de la isla Delta tiene 4 millas de largo por 2 millas de ancho a 90°, Desde su extremo NW a 4½ millas de distancia se encuentra un cadena de islas e islotes de las cuales destacan la isla Promontorio de 400 metros de alto y la isla Dos Cumbres de 500 metros.

### Islas Christmas
Localizadas en el lado oriental de la entrada sur de la Bahía Cook son un extenso grupo de islas siendo las principales las isla Whitterbury, Hammond y Waterman. Estas tres islas forman el seno Christmas por el SW y W.

## Canales

### Canal Thomson
Corre entre las islas Thomson y Darwin por su costado este y las islas Cook, Kelvin y Londonderry por su costado oeste uniendo la bahía Cook con el seno Darwin a la altura del grupo Timbales. Tiene alrededor de xxx millas de largo y unas 2 millas de ancho. Es profundo y limpio.
Es una de las rutas empleadas para navegar hacia la Antártica proviniendo del norte o hacia Punta Arenas y norte de Chile recalando desde el continente helado.

### Canal Tres Amigos
Fluye entre la costa sur de la isla Thomson y la costa norte de la isla Olga y las islas Promontorio y Dos Cumbres. En su entrada se encuentra el islote Verde y varias manchas de sargazos.

### Paso Occidental
Formado entre la costa oeste de la isla Delta y la este de la isla Olga. Mide 4 millas de largo.

### Canal Barros Merino
Se desplaza entre la costa oeste de la isla Gordon y las costas este de las islas Thomson y Delta. Une la bahía Cook con el seno Darwin. Mide 9 millas de largo y su ancho varía entre ½ milla y ¼ de milla. Su curso es sinuoso y a medio canal es profundo.
En su entrada norte, a la altura de la punta Resguardo de la isla Gordon, hay un islote y una roca. En la salida sur hay una roca que cubre y descubre.